# Siping (sockenhuvudort i Kina, Hunan Sheng, lat 28,69, long 111,30)
Siping (kinesiska: 寺坪, 寺坪乡) är en sockenhuvudort i Kina. Den ligger i provinsen Hunan, i den södra delen av landet, omkring 170 kilometer väster om provinshuvudstaden Changsha. Antalet invånare är 11 835. Befolkningen består av 5 879 kvinnor och 5 956 män. Barn under 15 år utgör 14,0 %, vuxna 15-64 år 72 %, och äldre över 65 år 12,0 %.
Runt Siping är det ganska tätbefolkat, med 207 invånare per kvadratkilometer. Närmaste större samhälle är Taohuayuan, 17,0 km nordost om Siping. I omgivningarna runt Siping växer i huvudsak blandskog.
Genomsnittlig årsnederbörd är 1 918 millimeter. Den regnigaste månaden är maj, med i genomsnitt 316 mm nederbörd, och den torraste är december, med 44 mm nederbörd.